# Navès, Tarn
Navès är en kommun i departementet Tarn i regionen Occitanien i södra Frankrike. Kommunen ligger i kantonen Castres-Ouest som tillhör arrondissementet Castres. År 2022 hade Navès 690 invånare.

## Befolkningsutveckling
Antalet invånare i kommunen Navès
| Referens: INSEE |